# Compañía Administradora del Mercado Mayorista Eléctrico Sociedad Anónima
CAMMESA (Compañía Administradora del Mercado Mayorista Eléctrico Sociedad Anónima) es una compañía argentina encargada de operar el mercado eléctrico mayorista de Argentina. Fue creada en 1992 por decreto del Poder Ejecutivo.
Su función es operar el Sistema Argentino de Interconexión, planificar las necesidades de capacidad de energía, coordinar de las operaciones de despacho y regular las transacciones económicas del mercado eléctrico mayorista.

## Historia
En 1991, en el marco de las privatizaciones de los años noventa en Argentina, se sanciona la Ley 24.065 de Régimen de la Energía Eléctrica. En su artículo 35, la ley prevé la creación de un Despacho Nacional de Cargas (DNDC) que debería constituirse bajo la entidad legal de una sociedad anónima. Esto fue instrumentado mediante el decreto 1192 en 1992, que creó CAMMESA.
Esta reforma se inspiró en el modelo de reestructuración y privatización del sector eléctrico en Reino Unido. Los organismos del crédito internacionales con sede en Washington, principalmente el Fondo Monetario Internacional y el Banco Mundial, redactaban los diez puntos del Consenso de Washington, impuestos a los gobiernos latinoamericanos que obligaban a privatizar las empresas estatales y abolir las regulaciones.

## Estructura empresarial
CAMMESA es una empresa de gestión privada, el 80% de sus acciones está constituida por los Agentes del Mercado Mayorista Eléctrico, y en un 20% por el Estado Argentino. Las asociaciones que representan a las empresas de generación (AGEERA), transmisión (ATEERA), distribución (ADEERA) y a los grandes usuarios (AGUEERA) participan, cada una, con un 20% del paquete accionario Se han realizado denuncias contra CAMMESA (Compañía Administradora del Mercado Mayorista Eléctrico) por diferentes motivos, incluyendo deudas millonarias de cooperativas eléctricas, acusaciones de fraude y desvío de fondos. También se han presentado demandas para garantizar la continuidad del servicio eléctrico en ciertas localidades.
El directorio está compuesto por los representantes de sus accionistas (diez directores titulares y diez directores suplentes). Cada una de las asociaciones pueden designar a dos directores titulares y a dos directores suplentes. Los demás son dispuestos por la Subsecretaría de Energía Eléctrica.